# Point-and-click

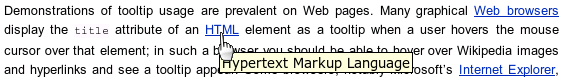
HTML — типовий приклад використання point-and-click

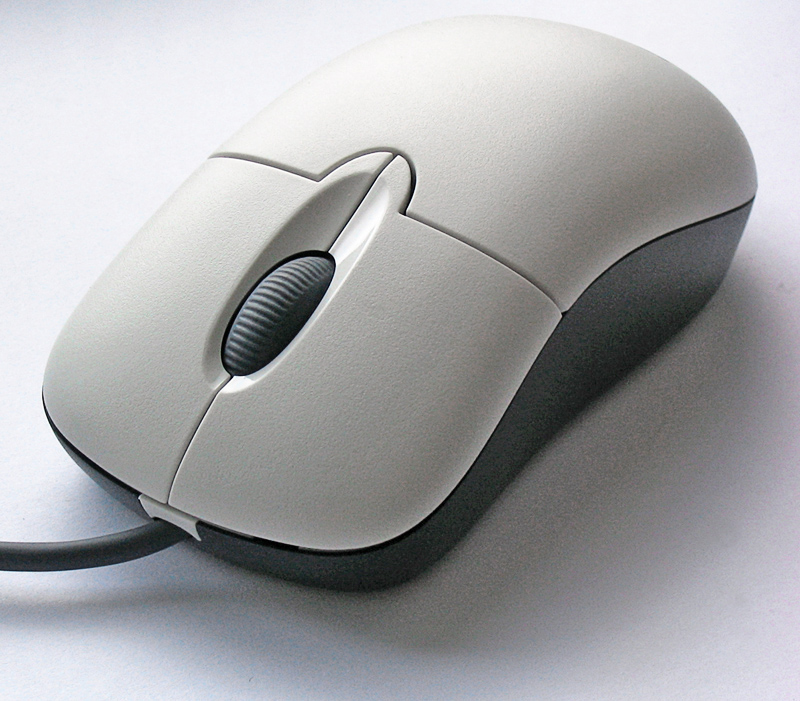
Комп'ютерна миша — основний маніпулятор

Point-and-click (Point’n’click, point-n-click, «вкажи і натисни») — один з методів керування графічним інтерфейсом користувачем, що полягає у наведенні курсора на активну область та натиснення кнопки на цю область. Як маніпулятор найбільш розповсюджена комп'ютерна миша, проте можуть бути залучений й її аналоги (джойстик, клавіатура). Найпростішим прикладом технології point-and-click є використання миші у гіпертекстовому документі, де натискання на посилання ініціює перехід до іншої області документа або у інший документ.
У деяких системах, таких як Internet Explorer, переміщення вказівника на посилання (або інший елемент керування графічним інтерфейсом) і очікування частки секунди (це може коливатися від 0,004 до 0,7 с) може призвести до відображення спливаючої підказки.

## Single click (Один клік)
Одиночне клацання або «клацання» — це одноразове натискання кнопки комп’ютерної миші без руху миші. Одне клацання зазвичай є основною дією миші. За умовчанням у багатьох операційних системах одним клацанням вибирається (або виділяється) об’єкт, а подвійним клацанням виконується або відкривається об’єкт. Одиночне клацання має багато переваг перед подвійним завдяки скороченню часу, необхідного для виконання дії. Вислів «одноклацання» або «один клік» також використовувався для застосування в комерційній сфері як конкурентна перевага. Слоган «один клік» став дуже поширеним, щоб показати клієнтам простоту використання їхніх послуг.

### Натисканн на іконки
За замовчуванням у більшості комп’ютерних систем користувачеві, щоб вибрати певну програмну функцію, потрібно натиснути ліву кнопку. Прикладом цього може бути людина, яка натискає піктограму. Так само, натиснувши праву кнопку, користувач побачить текстове меню для вибору додаткових дій. Ці дії можуть варіюватися від відкриття, дослідження, властивостей тощо. З точки зору розважального програмного забезпечення, інтерфейси «наведіть і клацніть» є поширеними методами введення, зазвичай пропонують інтерфейс «меню» або «панелі значків», який функціонує очікувано. В інших іграх персонаж досліджує різні області ігрового світу. Щоб перейти в іншу область, гравець перемістить курсор в одну точку екрана, де курсор перетвориться на стрілку. Клацання перемістить гравця до цієї області.

### Натискання на текст
У багатьох програмах обробки тексту, таких як веб-браузери чи текстові процесори, клацання тексту переміщує курсор у це місце. Натиснувши та утримуючи ліву кнопку, користувачі зможуть виділити текст, що надає користувачеві більше можливостей для редагування або використання тексту.